# Clostridium amygdalinum
Clostridium amygdalinum è una specie di batterio appartenente alla famiglia delle Clostridiaceae.